# Eugenio Pizzuto
Eugenio Pizzuto Puga (ur. 13 maja 2002 w San Luis Potosí) – meksykański piłkarz pochodzenia włoskiego występujący na pozycji defensywnego pomocnika, od 2023 roku zawodnik Tigres UANL.

## Kariera klubowa
Pizzuto pochodzi z miasta San Luis Potosí, stolicy stanu San Luis Potosí. Ze względu na korzenie rodziny posiada również obywatelstwo włoskie (jego pradziadek ze strony ojca był Włochem, który podczas I wojny światowej wyemigrował do Meksyku i ożenił się z Meksykanką). W wieku dwunastu lat wraz ze swoim bratem Guillermo wziął udział w tygodniowych testach zorganizowanych w meksykańskim mieście Monclova w ramach programu Asia Pacific Football Academy (APFA). Rodzeństwo otrzymało propozycję dołączenia do współpracującej z APFA i Chelsea FC akademii juniorskiej nowozelandzkiego klubu Wellington Phoenix FC. W Nowej Zelandii zawodnik mieszkał przez dwa lata, równolegle do treningów piłkarskich uczęszczając do Scots College w Wellington, po czym powrócił do Meksyku. Został zawodnikiem czołowej w kraju akademii klubu CF Pachuca. Należał tam do grona najbardziej wyróżniających się w Meksyku juniorów; jego styl gry porównywano do Andrésa Guardado.
Pizzuto został włączony do pierwszej drużyny Pachuki jako siedemnastolatek przez trenera Paulo Pezzolano. Pierwszy mecz rozegrał w niej 21 stycznia 2020 z drugoligowym Venados (1:1) w krajowym pucharze. W Liga MX zadebiutował natomiast cztery dni później w przegranym 0:3 spotkaniu z Leónem. Zaledwie dziewięć minut po wejściu na boisko doznał złamania kości strzałkowej, w wyniku czego musiał pauzować przez kolejne cztery miesiące. Z powodu kontuzji nie był w stanie wziąć udziału w zaplanowanych na marzec testach, na które został zaproszony przez holenderski AFC Ajax.
W sierpniu 2020 Pizzuto na zasadzie wolnego transferu przeniósł się do francuskiego Lille OSC.

## Kariera reprezentacyjna
Od młodego wieku Pizzuto występował w juniorskich kadrach narodowych. W październiku 2018 wraz z reprezentacją Meksyku U-17 triumfował w towarzyskim Torneo Cuatro Naciones, zostając wybranym najlepszym piłkarzem turnieju. W kwietniu 2019 został powołany na Mistrzostwa CONCACAF U-17, podczas których był podstawowym zawodnikiem i kapitanem drużyny. Rozegrał wówczas sześć z siedmiu możliwych spotkań (wszystkie w wyjściowym składzie), zaś Meksykanie zdobyli mistrzostwo kontynentu, pokonując w finale gospodarzy – USA (2:1). Po zakończeniu rozgrywek CONCACAF wybrało go w oficjalnym plebiscycie do najlepszej jedenastki turnieju.
W październiku 2019 Pizzuto znalazł się w ogłoszonej przez Mario Arteagę kadrze na Mistrzostwa Świata U-17 w Brazylii. Tam również miał niepodważalne miejsce w wyjściowym składzie; wystąpił w sześciu z siedmiu możliwych spotkań (we wszystkich w pierwszym składzie) i strzelił gola w 1/8 finału z Japonią (0:2). Młodzi Meksykanie dotarli wówczas aż do finału, gdzie po straconej w ostatniej minucie bramce ulegli gospodarzowi – Brazylii (1:2), zdobywając tytuł juniorskich wicemistrzów świata. Pizzuto, kapitan swojej kadry, zanotował w finale asystę przy bramce Bryana Gonzáleza i okazał się jedną z największych gwiazd mundialu – środkowego pomocnika chwalono za charyzmę, boiskową inteligencję i wizję gry, waleczność, technikę, precyzyjne dalekie podania i dynamikę. Otrzymał od FIFA Brązową Piłkę dla trzeciego najlepszego zawodnika turnieju (po Brazylijczyku Gabrielu Veronie i Francuzie Adilu Aouchiche). Świetne występy na juniorskim mundialu zaowocowały ofertami dla zawodnika z klubów europejskich.
W sierpniu 2019 siedemnastoletni Pizzuto został powołany przez selekcjonera Gerardo Martino na konsultacje seniorskiej reprezentacji Meksyku, nie mając jeszcze za sobą debiutu w klubie.

## Sukcesy

### Klubowe
Lille OSC
- Mistrzostwo Francji (1x): 2020/2021